# ブレントン・ラングバイン
ブレントン・ジェームズ・ラングバイン（Brenton James Langbein, 1928年1月21日 - 1993年6月6日）は、オーストラリア出身のヴァイオリニスト、作曲家。
ガウラーの生まれ。5歳からヴァイオリンをはじめ、8歳でタヌンダ・タウン・ホールでリサイタルを開くまでになった。11歳でエルダー音楽院に進学してルートヴィヒ・シュヴァブにヴァイオリンを学び、14歳からアデレード交響楽団の団員として活動するようになった。20歳の時にシドニー交響楽団に移籍し、ユージン・グーセンスに作曲を学んだ。1951年に渡欧し、1953年からスイスに居を定め、パウル・ザッハーの主催するコレギウム・ムジクムのコンサートマスターとなった。1972年にはハンス・ヴェルナー・ヘンツェのヴァイオリン協奏曲第2番の初演で独奏を務め、作品の献呈を受けた。
1993年6月6日にチューリヒにて没した。